# Rudolf Leopold (Schachspieler)
Rudolf Leopold (* 29. Dezember 1894 in Lomnitz bei Dresden; † 1. November 1986) war ein deutscher Schachkomponist und Theoretiker im Schach.

## Schachkomposition
Rudolf Leopold begann sich ab 1911 als Gymnasiast in Bautzen mit der Schachkomposition zu beschäftigen. Im gleichen Jahr errang er bei einem Turnier des Budapester Schachklubs mit einem Zweizüger bereits den vierten Preis. Mattbildaufgaben waren in den ersten Jahren seine Leidenschaft.
Im Dresdner Schachverein lernte Leopold neben Paul Schellenberg auch Friedrich Palitzsch und dessen Dresdner Idee kennen. Sie hinterließ bei ihm einen bleibenden Eindruck. In einer über sechzigjährigen Schaffensperiode wurde er zum unermüdlichen Propagandisten und Interpreten der Dresdner Idee und setzte auf diese Weise die Arbeit seines früh verstorbenen Freundes fort.
Ab 1924 leitete Leopold die Schachecke im Pirnaer Anzeiger. Er verfasste auch einige theoretische Aufsätze. 1965 wurde er Internationaler Schiedsrichter für Schachkomposition. 1972 wurde er vom DSV als Nationaler Meister der DDR für Schachkompositionen geehrt.
Rudolf Leopold verfasste bis zu seinem 80. Geburtstag theoretische Arbeiten und über 700 Aufgaben, von denen der größte Teil bis dahin noch nicht veröffentlicht war.
|   | a | b | c | d | e | f | g | h |   |
| 8 |   |   |   |   |   |   |   |   | 8 |
| 7 |   |   |   |   |   |   |   |   | 7 |
| 6 |   |   |   |   |   |   |   |   | 6 |
| 5 |   |   |   |   |   |   |   |   | 5 |
| 4 |   |   |   |   |   |   |   |   | 4 |
| 3 |   |   |   |   |   |   |   |   | 3 |
| 2 |   |   |   |   |   |   |   |   | 2 |
| 1 |   |   |   |   |   |   |   |   | 1 |
|   | a | b | c | d | e | f | g | h |   |

Lösung:

Probespiel:

1. Le3–d4? (droht 2. Dc3–e3 matt) scheitert an La7xd4 2. Dc3–e1 Ld4–e3!.

Vorplan:

1. Kg8–g7! (droht 2. Dc3–d3 Ke4–e5 3. Sh4xg6 matt) c6–c5 mit Verstellung der Figur aus dem Probespiel.

Hauptplan:

2. Le3–d4 c5xd4 Der Bauer übernimmt die Rolle des Läufers.

3. Dc3–e1 matt

Eine Kombination, in der die das Probespiel widerlegende Figur ausgeschaltet wird und an ihre Stelle bereits im Vorplan ein Ersatzverteidiger tritt, heißt Brunner-Dresdner.

## Privat
Leopold unterrichtete als promovierter Studienrat vor allem Mathematik, Physik und Stenografie. Er lebte viele Jahrzehnte in Dresden.

## Veröffentlichungen
- Leopold, Rudolf: Schaltungsmechanismen im Dresdner Ideenproblem, Die Schwalbe, 1937
- Leopold, Rudolf: Was ist ein echter Römer? Dresdner Anzeiger, 1938

## Weblink
- Einige Kompositionen von Rudolf Leopold auf dem PDB-Server

| Personendaten    | Personendaten                 |
| ---------------- | ----------------------------- |
| NAME             | Leopold, Rudolf               |
| KURZBESCHREIBUNG | deutscher Komponist im Schach |
| GEBURTSDATUM     | 29. Dezember 1894             |
| GEBURTSORT       | Lomnitz bei Königsbrück       |
| STERBEDATUM      | 1. November 1986              |